# Autopista AP-2

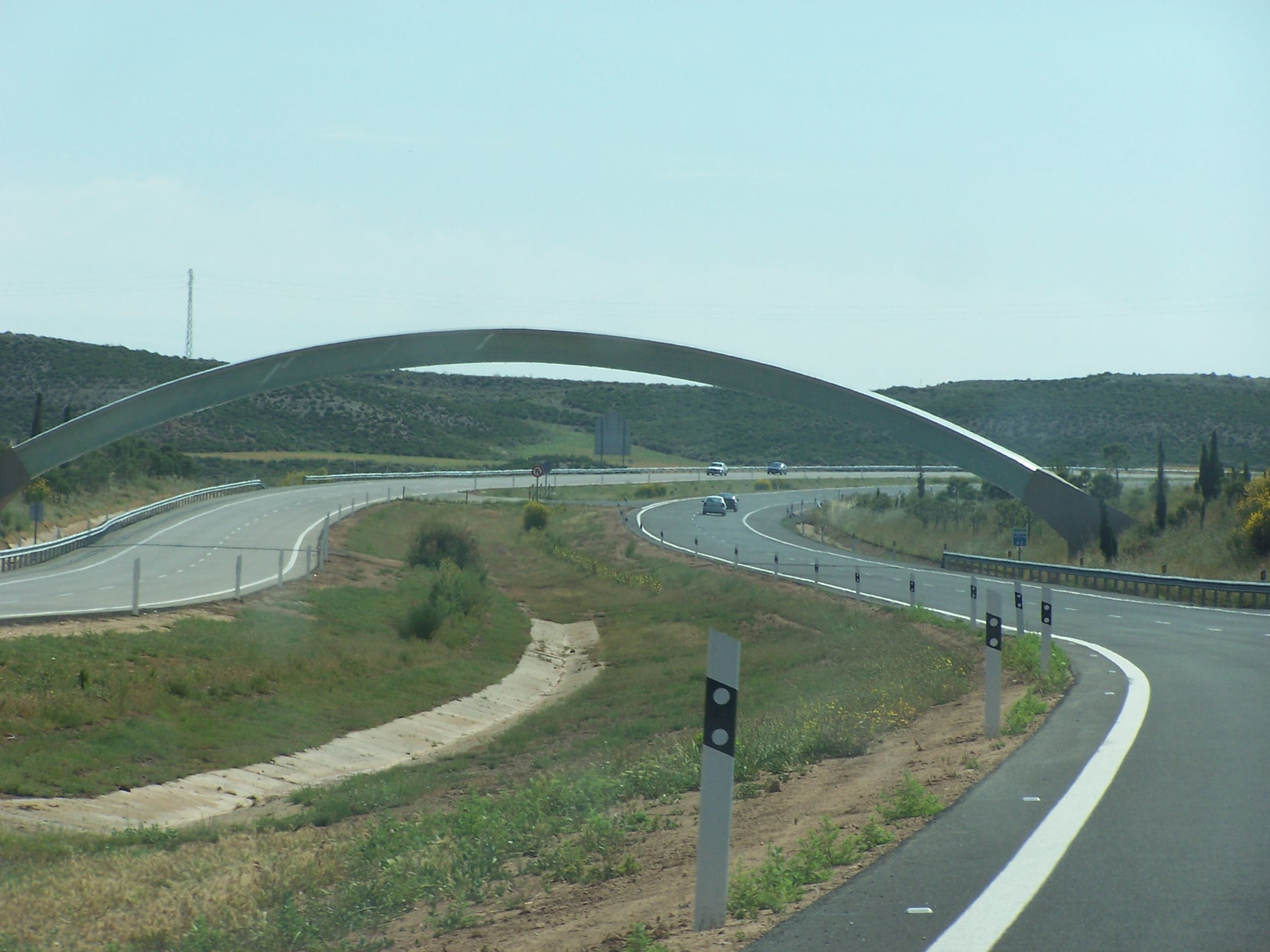
L'attraversamento del meridiano di Greenwich sulla AP-2

L'autopista AP-2, chiamata anche autopista del Nordeste è un'autostrada della Spagna che unisce la città di Saragozza (precisamente la località di Alfajarín) con la costa della Catalogna. Costituisce il prolungamento dell'autovía A-2 (a partire dal km 340 di quest'ultima) e si congiunge con l'autopista del Mediterráneo tra El Vendrell e Banyeres del Penedès.

## Percorso
|  |  |

|  |  |